# Rennington
Rennington – wieś w Anglii, w hrabstwie Northumberland. Leży 54 km na północ od miasta Newcastle upon Tyne i 451 km na północ od Londynu. W 2001 miejscowość liczyła 305 mieszkańców.